# Joey Beltram
Ne doit pas être confondu avec John Beltran.
 (mai 2008).
Joey Beltram, né le 6 novembre 1971 à New York, est un DJ et producteur américain de house music et de techno. Connu sous les pseudonymes de Second Phase, Code 6 et JB³, il s'est notamment illustré par ses singles Energy Flash et Mentasm, et pour les remix de Dominator.

## Carrière

### Débuts
Joey commence sa carrière à la fin des années 1980, en travaillant pour plusieurs célèbres labels de techno : Trax Records à Chicago, spécialisé dans la house et l'acid house (Phuture, Armando) où il a signé des morceaux d'acid et de house « hard » (lorgnant vers les sons plus rugueux de la techno), et Nu Groove (New York) dont le catalogue est plus varié (house, deep house, ambient house, touches de dub, beats techno, références disco).
Sur ce label, il produit, sous le nom de « Code 6 », des morceaux de techno plus deep et house (comme Frankie Bones, artiste du label aujourd'hui plus connu dans le circuit techno et rave) qui annoncent son tube deep-techno (samplé par Orbital) Energy Flash (R&S label belge, puis Transmat).

### Mentasm
Mentasm est inspiré du titre Acid Rock de Rhythm Device sorti en 1989 et du titre Do That Dance de The Project sortie en 1990. Co-produit avec Mundo Muzique et sorti sous le nom d'artiste « Second Phase » en 1991 sur le label R&S, le titre devient un classique du genre. Connu sous le nom de « Mentasm riff » (mais aussi sous le nom de « Hoover sound »), il est samplé au fil des années dans plusieurs milliers de morceaux. Le « Mentasm riff » est aussi très fortement associé aux sons batterie et basse, à la scène techno belge (avec les titres Le Seigneur des ténèbres de Pleasure Game sorti en 1991 et Destiny de Insider sorti en 1991) et le label R&S, ainsi qu'au son hardcore et hard house dans ses différentes variations depuis 1992 (avec les titres Fuckin Revenge ! de Friends Of Django sortie en 1992 et Cosmic Trash de Vitamin sortie en 1993).
Par la suite, la production de Joey évolue vers un son plus brut et froid, parfois metal, dans un registre hard-techno, blanc et efficace (Novamute, Tresor Records). Beltram continue à faire des concerts dont des festivals majeurs.
Aujourd'hui connu pour sa techno, voire hardtechno, notamment au sein des labels Tresor (Allemagne), Novamute (Angleterre) et R&S (Belgique), il continue de sortir des morceaux techno, comme l'album ambient en 1993 Aonox chez Visible et the Beltram re-releases chez Trax, l'EP Caliber chez Warp, son album Places (1995) ou le single Ball Park chez Tresor en 1996.

### Reconnaissance
Beltram a été reconnu comme un pionnier à la fin des années 1990 par la scène house music, et notamment par Daft Punk dans leur chanson Teachers issue de leur premier album de 1997 Homework. Simon Reynolds crédite Joey Beltram comme ayant « révolutionné la techno 2 fois avant l'âge de 21 ans, en décrivant Energy Flash et Mentasm » dans son livre Generation Ecstasy.
Il est invité à sortir un nouvel album, Close Grind, à l'instigation de Daniel Miller chez novamute sous le pseudo JB³.

### Production
En 1999, il lance son propre label STX avec Arena. Il continue aussi ses propres compositions sous les noms de Code 6 et JB³, tout en dirigeant des événements comme Awakenings, Coachella, Nature One, Mayday et Dance Valley. Il retourne chez Tresor en 2004 et sort l'album Rising Sun. Depuis, il continue un rythme de sortie élevé avec des morceaux chez Womb, Harthouse, Drumcode, MB Electroniks, et Bush. Un de ses plus gros succès récents est probablement le remix de Shanghai Spinner d'Oliver Huntemann qui entre dans le Top 10 de Beatport en 2009. Il a aussi été inclus dans l'album Simian Mobile Disco's Essential Mix au début de 2010.

## Discographie partielle
- Energy Flash (1990)
- My Sound (1991)
- Mentasm (1991)
- Joey's Riot (1991).
- Mixmag Live!, Vol. 6, 1992
- Forklift, 1993
- Aonox, 1994
- Places, 1995
- Close Grind, 1996
- Beltram Classics, 1996
- Live Mix, 25 mars 1997
- The Sound of 2 AM , 1er juin 1999
- Form and Control, 2002
- The Rising Sun, 31 mai 2005
- Live @ Womb, 1er février 2005
- Joey Beltram, Trax Classics, 8 mars 2005